# Gemini Rights
Gemini Rights (en español: Derechos de géminis) es el segundo álbum de estudio del músico estadounidense Steve Lacy. Fue lanzado el 15 de julio de 2022 por RCA Records. Sigue al álbum debut de Lacy, Apollo XXI (2019), y fue precedido por los sencillos «Mercury», «Bad Habit» y «Sunshine». «Bad Habit» se convirtió en la primera entrada de Lacy en el Billboard Hot 100 y luego se convirtió en su primer sencillo en alcanzar el número uno.
El álbum incluye colaboraciones de Fousheé y Matt Martians, compañero de banda de Lacy en Internet y tecladista. Incorporando una variedad de géneros, el álbum ha sido descrito como una amalgama de indie rock y R&B alternativo, con elementos de funk, jazz y psicodélica.
Gemini Rights recibió una recepción positiva por parte de los críticos musicales tras su lanzamiento. El álbum alcanzó el top diez en la Billboard 200, Canadá, Lituania y Nueva Zelanda e inglresó a las listas de Reino Unido, Irlanda, Australia y Bélgica entre otros. Además, el álbum ganó mejor álbum de R&B progresivo en la 65.ª edición de los Premios Grammy.

## Recepción

### Comercial
Gemini Rights se convirtió en la segunda entrada de Steve Lacy en La lista de éxitos Billboard 200 tras que su primer disco Apollo XXI debutase en el puesto 160. El álbum consiguió debutar en la séptima posición del conteo en la semana del 30 de julio de 2022 con equivalencias de 37.000 copias. Convirtiéndose así en el primer top 10 del artista en dicha lista.
Internacionalmente el álbum logró debutar en la lista de éxitos de álbumes de la Official Charts Company de Reino Unido, debutando en el número 47 y consiguiendo así su primera entrada en dicha lista. En Canadá Gemini Rights debutó en el décimo puesto, mientras que en Nueva Zelanda y Lituania consiguió el séptimo y el cuarto puesto respectivamente.
El álbum también apareció en el listados de otros ocho países, tales como Australia, Bélgica, Suiza y Suecia entre otros.

## Listado de canciones

### iTunes ystreaming
| N.º | Título                | con           | Duración |  |
| 1.  | «Static»              |               | 2:36     |  |
| 2.  | «Helmet»              |               | 3:21     |  |
| 3.  | «Mercury»             |               | 4:55     |  |
| 4.  | «Buttons»             |               | 3:04     |  |
| 5.  | «Bad Habit»           |               | 3:52     |  |
| 6.  | «2Gether (Interlude)» | Matt Martians | 0:50     |  |
| 7.  | «Cody Freestyle»      |               | 4:00     |  |
| 8.  | «Amber»               |               | 2:53     |  |
| 9.  | «Sunshine»            | Foushée       | 4:53     |  |
| 10. | «Give You the World»  |               | 4:33     |  |